# МиГ-19
„МиГ-19“ (според условното наименование на НАТО: Farmer) е съветски едноместен реактивен изтребител от времето на Студената война. Това е първият сериен свръхзвуков изтребител на СССР.

## Създаване
Когато в началото на 1950-те години са получени разузнавателни сведения за разработката на новия американски свръхзвуков изтребител F-100 Super Sabre, съветското правителство решава незабавно да бъде създаден негов руски аналог. На 10 август 1951 г. излиза постановление на Министерския съвет на СССР за създаването на свръхзвуков изтребител и в ОКБ МиГ започват разработването му. Решено е като отправна точка да се използва експерименталния двудвигателен самолет СМ-1, създаден на основата на МиГ-17 и на негова база на 26 април 1952 г. е готов новият СМ-2/1, чийто първи полет е на 24 май същата година. Самолетът е с два двигателя АМ-5А (малко по-късно АМ-5Ф) и с крило със стреловидност 55°. Въоръжен е с 2 х 37-мм оръдия в основата на крилата. Главно поради ниската надеждност на двигателите и други различни проблеми, свързани с аеродинамиката, изпитанията се проточват до януари 1953 г. През това време е създаден и втори експериментален самолет СМ-2/2 (първи полет 28 септември 1952 г.), на който хоризонталното оперение е свалено от вертикалния стабилизатор на тялото и този самолет придобива чертите на бъдещия МиГ-19. На 15 август 1953 г. излиза ново постановление за преоборудването на експерименталните машини с по-новите двигатели АМ-9 (РД-9) и след монтирането им, както и след някои доработки, те получават обозначението СМ-9 (СМ-9/1, -9/2, -9/3). На 5 януари 1954 г. е първият полет на СМ-9/1 и е прието този ден да се счита за рождения ден на МиГ-19. Още във втория си полет този самолет превишава скоростта на звука и въпреки че изпитанията още не са завършени, през февруари 1954 г. излиза постановление за приемането му на въоръжение и налагането му в серийно производство, като му е присвоено обозначението МиГ-19.

## Производство в СССР
Започва през октомври 1954 г. в завод № 21 в гр. Горки, а след година – и в завод № 153 в Новосибирск.
| Завод                               | Тип                             | 1955 г.   | 1956 г.      | 1957 г. | 1958 г.   | 1959 г. | 1960 г. |
| ----------------------------------- | ------------------------------- | --------- | ------------ | ------- | --------- | ------- | ------- |
| № 21 гр. Горки (дн. Нижни Новгород) | МиГ-19 МиГ-19С МиГ-19П МиГ-19ПМ | 139 – — — | 118 59 147 7 | 1 185 5 | — 104 187 | — 145   | — 25    |
| № 153, гр. Новосибирск              | МиГ-19 МиГ19С                   | —         | 143 145      | — 283   | — 175     | — 20    | —       |

## Основни модификации
- МиГ-19 – Фронтови изтребител, базов вариант на самолета. Има изключително голяма за времето си скороподемност – 10 000 м за 1,06 мин. Скоростта и таванът му също са по-високи от тези на американския му аналог F-100 Super Sabre, но е много „строг“ в управлението и не прощава пилотски грешки. Оказва се, че особено на свръхзвукова скорост управлението му е много сложно.
- МиГ-19С – Фронтови изтребител, модификация с целоподвижно управляемо хоризонтално оперение (идея, заимствана от американския F-100) и нова автоматика. Тези промени подобряват управлението на самолета и той вече не е толкова опасен за пилотиране.
- МиГ-19СВ – Модификация на изтребителя с увеличена височина на полета. Нейното създаване се налага заради западните разузнавателни самолети RB-57D и Canberra PR.7, които имат много висок таван на полета и са недостижими за съществуващите тогава съветски изтребители. Самолетът е максимално олекотен, поставени му са модернизирани двигатели и са направени ред подобрения с тази цел, като е демонтирано и едното 30-мм оръдие. Практическата височина на полета на МиГ-19СВ достига 18 600 м, като по време на изпитанията е достиганата и височина от 20 740 м. Произведена е малка серия.
- МиГ-19П – Изтребител-прехващач. Разработката на прехващачите върви паралелно с тази на фронтовите изтребители (прототипите СМ-9 на фронтовия изтребител и СМ-7 на прехващача постъпват на изпитания практически едновременно). Тази модификация е оборудвана с бордова РЛС РП-1 „Изумруд-1“ (по-късно РП-5), монтирана в носа на самолета. Монтирането на РЛС налага премахването на носовото 30-мм оръдие. Серийното му производство започва през 1956 г.
- МиГ-19ПМ – Изтребител-прехващач въоръжен само с ракети. Бордовата РЛС на тази модификация е РП-2У, която има далечина на откриване на целта 3500 м (срещу 2000 м при РП-5). Въоръжението се състои от 4 ракети РС-2У (АА-1 Alkali).
- МиГ-19Р – Неголяма серия като дневен тактически разузнавателен самолет с монтирано фотооборудване.

## В чужбина

### Лицензно производство
- Китай през 1958 г. получава от Съветския съюз лиценз за производството на изтребителя и започва да го произвежда под обозначението Shenyang J-6.
- Чехословакия също получава лиценз за производството на МиГ-19. То започва през 1959 г. Самолетът е обозначен като S-105 („S“ е от stihac – изтребител). Производството продължава до 1961 г., произведени са общо 103 машини в 5 серии.

### Износ от СССР
- Албания – През октомври 1959 г. Албания получава 15 МиГ-19ПМ. Самолетите постъпват в 7594-ти ИАП на авиобаза Ринас. През 1965 г. са сменени в Китай с изтребители F-6.[2]
- Афганистан – ВВС на Афганистан получават 18 МиГ-19С през 1965 г.[3]
- ГДР – През октомври 1959 г. 12 МиГ-19С получава 2-ра ескадрила от 3-ти авиополк; още толкова МиГ-19ПМ получава 1-ва ескадрила.[2][3]
- Египет – През 1958 – 1967 г. ВВС на Египет получават 160 МиГ-19С.[3] След разрива в отношенията със СССР през 1976 г., Египет влиза в тесни контакти с Китай, откъдето постъпват голямо количество F-6. Изтребителите са на въоръжение на 241-ва и 242-ва бригади. Египетските F-6 са доработани за използване ракети „въздух-въздух“ Матра Мажик.[4]

- Индонезия – През 1961 г. ВВС на Индонезия поръчват в СССР изтребители МиГ-19Ф. Тази модификация се отличава незначително от серийния МиГ-19С по бордовото радио-електронно оборудване. През 1970 г. относително новите МиГ-19 са продадени на Пакистан.[5]
- Ирак – В средата на 1960-те г. Ирак получава 15 МиГ-19С.[6] Още 40 F-6 са доставени на Ирак през 1983 г. от Египет; в Ирак смятат да го използват за близка въздушна поддръжка на войските, но е отдадено предпочитание на щурмовия вертолет Ми-24. В резултат F-6 са предадени в учебните и резервните части.[4]
- Куба – През ноември 1961 г. в Куба пристигат първите 8 от 12 прехващачи МиГ-19П. Те за кратко са на въоръжение и през 1965 г. са заменени с МиГ-21ПФМ.[7][8]
- Полша – През лятото на 1958 г. 12 МиГ-19П получава 28-и ИАП от ВВС на Полша, дислоциран край Слупск-Редзиково, където те стоят до 1966 г., след което са предадени на България.[9] През 1959 г. Полските ВВС получават 13 МиГ-19ПМ, разпределени между 28-и и 39-и ИАП. Самолетите се експлоатират до 1966 – 67 г., когато също са предадени на България.[2]
- Румъния – Румъния получава 10 МиГ-19П през 1959 г. и 5 през 1960 г. Те са на въоръжение до началото на 1970-те г.[9] Впоследствие Румъния получава още 45 МиГ-19ПМ. Използвани са до средата на 70-те г.[2]
- Сирия – В периода 1958 – 1962 г. Сирия получава 40 МиГ-19С.[3]
- Унгария – През март-април 1960 г. в 3-та ескадрила от 31-ви ИАП на ПВО постъпват 12 МиГ-19ПМ. До свалянето им от въоръжение през 1974 г. три самолета катастрофират, при което загиват двама пилоти.[2]

## МиГ-19 в България
През 1957 г. са доставени 60 МиГ-19С, през януари 1958 г. пристигат 12 прехващача МиГ-19П, а през септември 1959 г. – 12 МиГ-19ПМ. През 1966 г. са получени още осем МиГ-19П втора ръка. Самолетите МиГ-19 са базирани на летищата край Узунджово, Габровница и Доброславци. Извеждането им от въоръжение започва през 1972 и завършва през 1978, заменени основно от МиГ-21. За периода на експлоатацията им при катастрофи и аварии са загубени 30 самолета, при което загиват 16 пилоти.

## Бойно използване
Във ВВС на СССР самолетите МиГ-19 носят дежурство по границите на държавата, както и по границите на държавите от Варшавския договор в Западна Европа, справяйки се повече или по-малко успешно със самолетите-нарушители на въздушното пространство. Така на 20 май 1960 г. двойка МиГ-19 приземяват принудително в ГДР разузнавателен RB-47. На 1 юли същата година в съветското въздушно пространство над Колския полуостров МиГ-19П сваля самолет от същия тип, при което загива един от членовете на екипажа (другите двама са спасени от руснаците). Над ГДР са свалени и учебен T-39 на ВВС на ФРГ (28 януари 1964 г.) и американски разузнавателен RB-66 (10 март 1964 г.).
Но опитите за прехват не винаги са успешни. Причината е малката (в сравнение с американските разузнавателни самолети) височина на полета. Така например на 5 юли 1956 г. над територията на ГДР, Полша и Беларус прелита разузнавателен RB-57, за чийто прехват са вдигнати общо 115 изтребителя, в това число и МиГ-19, но в крайна сметка така и не успяват да го прехванат. Малко известен факт е и че при свалянето на шпионския U-2 на Ф. Пауърс на 1 май 1960 г. е свален и един МиГ-19П. На този ден в 8:43 ч. местно време от Свердловск излитат двойка МиГ-19П с пилоти капитан Б. Айвазян и лейтенант С. Сафронов и се насочват за прехват на U-2. Пилотите наблюдават взрив в небето, но го приемат за самоликвидация на зенитна ракета (всъщност това явно е взривът, свалил шпионския самолет). Тъй като командирът на военния окръг не знае, че U-2 е поразен, МиГ-овете получават заповед да продължат издирването и са изстреляни още зенитни ракети. Тези ракети, не откривайки целта си се самоликвидират, но техните обломки „забиват“ бордовите радари на МиГ-овете. Една от ракетите улучва самолета на Сафронов (пилотът загива), а на Айвазян му се налага остро да пикира и енергично да маневрира, за да не бъде улучен и той.
Чешките лицензни S-105 също се представят сравнително добре в ролята на прехващачи. През октомври 1959 г. двойка S-105 прехваща и принудително приземява италиански F-84F, а след година прехващат успешно и американски F-100.
МиГ-19 се сражават и в Близкия изток в състава на египетските ВВС. Там те не се представят особено успешно. В първия въздушен бой (29 ноември 1966 г.), в който участват, два са свалени от израелски Мираж ІІІ. При избухналата на 5 юни 1967 г. Шестдневна война още в първия ден израелската авиация унищожава на земята 20 МиГ-19С и още осем (според други данни – пет) самолета във въздушни боеве. До 8 юни във въздушни боеве са загубени 15 МиГ-19. Египетските МиГ-19 участват и в бойните действия по време на гражданската война в Северен Йемен през 1966 – 1967 г., поддържайки републиканците.
МиГ-19 са използвани и от правителствените ВВС на Афганистан срещу муджахидините.
Много богата бойна биография има и китайският лицензен вариант на Миг-19 – J-6.